# Jeorjos Tsitas
Jeorjos Tsitas (gr. Γεώργιος Τσίτας, ur. 1872 w Izmirze, zm. ?) – grecki zapaśnik, uczestnik igrzysk olimpijskich w 1896 w Atenach.
Na igrzyskach w Atenach zdobył srebrny medal. W ćwierćfinale uzyskał wolny los i przeszedł do półfinału bez walki, w związku z tym miał już z góry zagwarantowany przynajmniej brązowy medal. W półfinale wygrał ze swoim rodakiem, Stefanosem Christopulosem. W finale zmierzył się z Niemcem Carlem Schuhmannem, który wcześniej zdobył trzy złote medale w gimnastyce. Pojedynek był bardzo wyrównany. Po czterdziestu minutach walka została przerwana z powodu zapadającego zmroku. Dokończono ją nazajutrz. Niedługo po wznowieniu walki Tsitas został pokonany przez Schuhmanna i ostatecznie zdobył srebrny medal.